# Norðskáli
Norðskáli (duń. Nordskåle, wym. ˈnoːɹˌskɔaːlɪ) lub Norðskála – miejscowość na Wyspach Owczych, archipelagu wysp wulkanicznych na Morzu Norweskim, stanowiącym terytorium zależne Królestwa Danii. Wieś leży na wyspie Eysturoy. Administracyjnie leży w gminie Sundini. Nazwa może być tłumaczona, jako Północne Skáli i odnosić się do miejscowości położonej w południowej części wyspy. Samo skáli oznacza siedzibę.

## Położenie
Miejscowość leży w centralnej części północno-wschodniego wybrzeża cieśniny Sundini, w jej najwęższym miejscu. Na południu przylega do niej miejscowość Oyrarbakki, a kilka kilometrów na północ Svínáir. Pomiędzy Oyrarbakki a Norðskáli znajduje się wjazd na jedyny most łączący wyspę Eysturoy ze Streymoy. Na wschód od miejscowości rozciąga się pasmo górskie, którego najbliższymi szczytami są: Lokkafelli (646 m n.p.m.), Lítlafelli (562 m n.p.m.) oraz Miðalfelli (655 m n.p.m.). Przez miejscowość rozpadliną Skálagjógv przepływa rzeka Skála.

## Informacje ogólne

### Populacja
Miejscowość w 1985 roku zamieszkiwało 185 osób. Ich liczba wzrastała, osiągając poziom 198 ludzi w 1987, 203 w 1990 i 207 w 1992. Później nastąpił krótki okres wyludniania się miejscowości - w 1994 mieszkało tam 197 ludzi, a dwa lata później 181. Przyczyną tego stanu rzeczy był kryzys gospodarczy na Wyspach Owczych w połowie lat 90. XX wieku, powodujący emigrację wielu osób do Danii. W 1997 roku liczba mieszkańców ponownie wzrosła i osiągnęła poziom 195 osób. Przyrost populacji utrzymywał się przez kolejne lata - w 2001 wyniosła ona 212 osób, w 2003 233, w 2006 258, a w 2009 298. W późniejszym okresie, trwającym do dziś zauważono tendencję wzrostową, jednak w latach: 2010, 2012 oraz 2015 zaobserwowano spadki liczby ludności.
1 stycznia 2016 roku Norðskáli zamieszkiwało 309 osób. Sprawia to, że na tamtą chwilę miejscowość była trzydziestą pierwszą największą miejscowością na Wyspach Owczych, piętnastą na Eysturoy i pierwszą w gminie Sunda kommuna. Współczynnik feminizacji we wsi wynosi ponad 93 kobiety na 100 mężczyzn. Społeczeństwo jest młode, ponad 32% ludności stanowią osoby w wieku poniżej osiemnastu lat, natomiast ludzie w wieku poprodukcyjnym około 11,7%.

### Transport
W pobliskim Oyrarbakki znajduje się przystanek autobusów Strandfaraskip Landsins - publicznego przedsiębiorstwa transportowego na Wyspach Owczych. Przebiegają przez niego 4 linie - 200 (Oyrarbakki - Eiði), 201 (Oyrarbakki - Gjógv), 202 (Oyrarbakki - Tjørnuvík) oraz 400 (Tórshavn - Klaksvík). Nieopodal znajduje się także jedyny most łączący Streymoy z Eysturoy, co sprawia, że krzyżuje się tam wiele dróg z południa i południowego wschodu na północ.
| Linia | Trasa                                                                                              | Przypisy |
| ----- | -------------------------------------------------------------------------------------------------- | -------- |
| 200   | Oyrarbakki - Eiði                                                                                  | [ 6 ]    |
| 201   | Oyrarbakki - Funningur - Gjógv                                                                     | [ 7 ]    |
| 202   | Oyrarbakki - Tjørnuvík                                                                             | [ 8 ]    |
| 400   | Klaksvík - Leirvík - Gøtudalur - Søldafjørður - Skálabotnur - Oyrarbakki - Kollafjørður - Tórshavn | [ 9 ]    |

## Historia

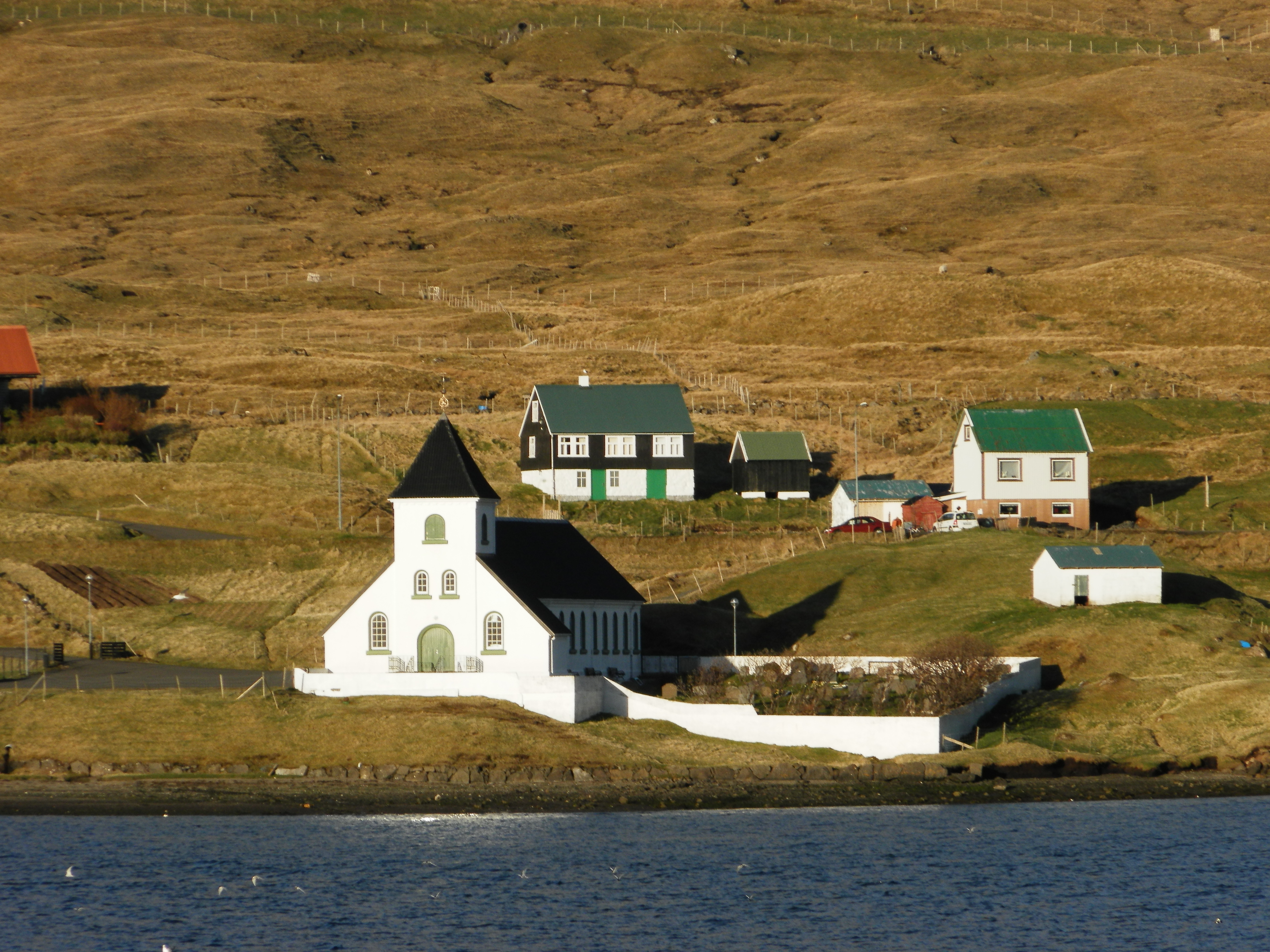
Kościół w Norðskáli od strony cieśniny Sundini.

Pierwsze wzmianki pisane na temat Norðskáli pochodzą z roku 1584. Obecnie dominuje w miejscowości współczesna zabudowa. Budowa mostu Brúgvin um Streymin między Streymoy a Eysturoy w 1973 roku, a także tunelu Norðskálatunnilin trzy lata później sprawiły, że okoliczne miejscowości zyskały na znaczeniu. Norðskáli otworzono wiele nowych miejsc pracy, głównie w przetwórniach rybnych i usługach. W latach 1964–1990 w Norðskáli działał urząd pocztowy.
Budowę kościoła w miejscowości planowano już w latach 20. XX wieku, jednak ostatecznie konsekrowany został 10 stycznia 1932 przez Jákupa Dahla. Wieża znajdowała się wówczas w zachodniej części, były także dwa wejścia zarówno od południa, jak i północy, przez wieżę. W 1977 roku kościół rozbudowano w stronę północnego wschodu i wybudowano nową wieżę w miejsce starej. Organy I. Starup & Søn pochodzą z roku 1969, a obraz na ołtarzu Syn Marnotrawny namalował Ellen Hofman-Bang. Ośmiokątną chrzcielnicę wykonano w 1931 roku z drewna. Z okazji 75-lecia kościoła w 2007 roku zawieszono dzwon na filarze w nawie. W kościele jest 200 miejsc siedzących, jednak można powiększyć tę liczbę do 300.